# 李玉階
李玉階（1901年5月22日—1994年12月26日），名鼎年，字玉階，道號極初，自號涵靜老人，生於江蘇蘇州，祖籍江蘇武進，中華民國政治家與宗教家，前中國國民黨黨員，曾主持《自立晚報》，為天帝教創始者。

## 生平

### 早年
李玉階1901年5月22日出生於江蘇蘇州，家中為江蘇世族。其祖父李伯房，擔任浙江諸暨知縣時，因開倉賑災，遭彈劾，鬱憤而終，身後家境蕭條，諸暨百姓集資成殮。祖母華太夫人帶領四個孤兒、兩個女兒扶著丈夫的靈柩，投靠落籍在蘇州的兩位姑婆。
其父親名李德房，號德臣，誓不做官，淡泊名利，耕讀自娛，匾其居為『耕樂堂』。母親劉太夫人，生於仕宦之家，其父親為武舉人，自幼即博覽經史，嫁給德臣公後，生活儉樸，曾皈依印光大師，長年持齋禮佛。兩人生有五子，李玉階為家中長子。
1912年，其父過世。劉太夫人養育其兄弟五人長大。同年，他於蘇州滄浪亭師範附設小學畢業，名列榜首。考取上海民立中學。1918年，就讀上海中國公學。1919年，北京學生發起「五四運動」，上海學生群起響應。李玉階以中國公學學生分會會長身份，與當時上海學生領袖程天放、余井塘、潘公展等籌組上海學生聯合會。他被推派為負責執行的總務部部長，策動上海地區大學、中學學生全面罷課。同年，加入國民黨。
1923年，擔任上海煙酒公賣局局長。1924年，孫傳芳聘其為上海市政府財政局局長，其後並兼任淞滬地區統一收稅總局局長。
1928年，應聘為財政部長宋子文機要秘書。北伐底定，於任內，殫智竭慮擘劃中央地方稅收劃分原則、整頓鹽稅、成立稅警團改進緝私方式、完成國民政府成立以來第一部22條《稅法》草案，整頓中央稅務，貢獻良多。

### 參加天德教
1930年，在南京拜入天德教蕭昌明門下，賜道名「極初」，開始投入宗教事業。1932年，籌辦上海宗教哲學研究社暨東方精神療養院，為天德教傳教的據點。因為他的影響力，國民政府承認天德教是合法宗教，不再打壓。1932年，王震、上海總商會會長王曉籟襄助他成立上海宗教哲學研究社，相繼在其他各省成立宗教哲學研究社。
1934年，參加上海全國傳道師資班。結訓後辭去財政部工作，赴陝西傳教，轉任財政部駐西北鹽務特派員。他與陝西省主席邵力子宿有交情，在陝西的傳教工作極為順利，1935年在西安設立傳教據點。
1936年，因為東方精神療養院免費為病人診療，引起中西醫業者不滿，浙江江山政府禁止天德教。因此事件，全國各地，除陝西之外，紛紛宣布天德教為非法宗教，天德教轉入地下。同年，發生西安事變，他囑咐西北弟子許海仙，連夜通知並說服楊虎城麾下大將第七軍軍長兼第四十二師師長兼二十路敵前總指揮馮欽哉，勿介入政爭，使中央軍得順利入潼關。以西北鹽務特派員身份，藉赴山西省洽購食鹽，乘機庇送部分中央要員脫險，暗中協助蔣中正委員長。
1937年7月2日，李玉階遵其師之命，攜眷辭官退隱華山修道，自稱涵靜老人。1940年，卅四集團軍總司令胡宗南將軍曾前往拜訪李玉階，名動一時。1942年，完成《新宗教哲學思想體系》。1943年至1944年間，李玉階在甘肅宣揚天人教。
1946年，李玉階在上海發起「宗教徒和平建國大同盟」，呼籲國共停止爭端，和平建國。經淤馳道人指示，李玉階全家前往台灣。

### 在臺投入報社
1951年9月21日，《自立晚報》復刊，李玉階擔任發行人，他在報上定時撰寫專欄，正直敢言，極受好評。

### 退出國民黨
1958年5月，內政部修定《出版法》；李玉階認為此舉違反新聞自由，宣布退出中國國民黨。此後《自立晚報》報頭下方即標示「無黨無派，獨立經營」。
1959年3月，《自由中國》發行人雷震遭台北地方法院收押，李玉階與友人前往聲援；後經胡適居中斡旋，雷震才被釋放。8月23日，《自立晚報》增資，李玉階擔任董事長，吳三連擔任發行人。1960年9月，雷震以涉嫌叛亂罪名再度被捕，李玉階在《自立晚報》發表數篇社論聲援。1965年，李玉階受到政治壓力，被迫將《自立晚報》出售給吳三連，退出經營。此後曾與友人合資經商，但都不成功。

### 創立天帝教
1976年，李玉階成立財團法人天人研究基金會。1978年，天人研究基金會改名為中華民國宗教哲學研究社，開始教授靜坐。
1980年12月21日中午，李玉階聲稱玉帝降詔，特准天帝教重來人間，並詔命他為天帝教首席使者。此後李玉階以天帝教駐人間首任首席使者身份，開始傳教。
1982年，內政部函告，准許天帝教自由傳教。此後天帝教成為合法宗教。
1994年12月26日凌晨，李玉階在台灣南投縣魚池鄉山楂腳鐳力阿道場逝世，結束他九十五年傳奇人生。長子李子弋接任第二任首席使者。

## 家庭
妻子李過純華，兩人生有四子：李子弋、李子堅、李子達、李子繼。李子達即台灣著名導演李行的本名。李子弋曾任《自立晚報》總編輯及淡江大學教授。

## 外部連結
- 李玉階先生年譜長編初稿 （页面存档备份，存于）

1. ↑  . tienti.info. 2014-09-11  [2025-07-16] （中文（臺灣））.
2. ↑  admin. . 天帝教教訊. 1995-04-25  [2025-07-16] （中文（臺灣））.